# Болотноцветник щитолистный
Болотноцве́тник щитоли́стный, или Болотноцветник щитконо́сный, или Болотоцве́тник щитолистный (известен также под названиями Лимнанте́мум кувшинкови́дый, Нимфе́йник щитолистный, Нимфоцве́тник щитолистный; лат. Nymphoides peltata) — вид двудольных растений рода Болотноцветник (Nymphoides) семейства Вахтовые (Menyanthaceae). Впервые описан немецким ботаником, работавшим в России, Самуилом Готлибом Гмелином в 1770 году.

## Распространение и среда обитания
Естественный ареал включает в себя ряд стран Европы, страны Закавказья и Центральной Азии, Япония, Китай, Монголия, Корейский полуостров, Турция (европейская часть), Иран и Индия (Джамму и Кашмир, Ладакх). Занесён на ряд других территорий в Европе, Азии и Северной Америке. В России встречается в центре и на востоке европейской части, в западной и центральной Сибири и на Дальнем Востоке.
Произрастает в низинных болотах, на озёрах и в реках с медленным течением.

## Ботаническое описание

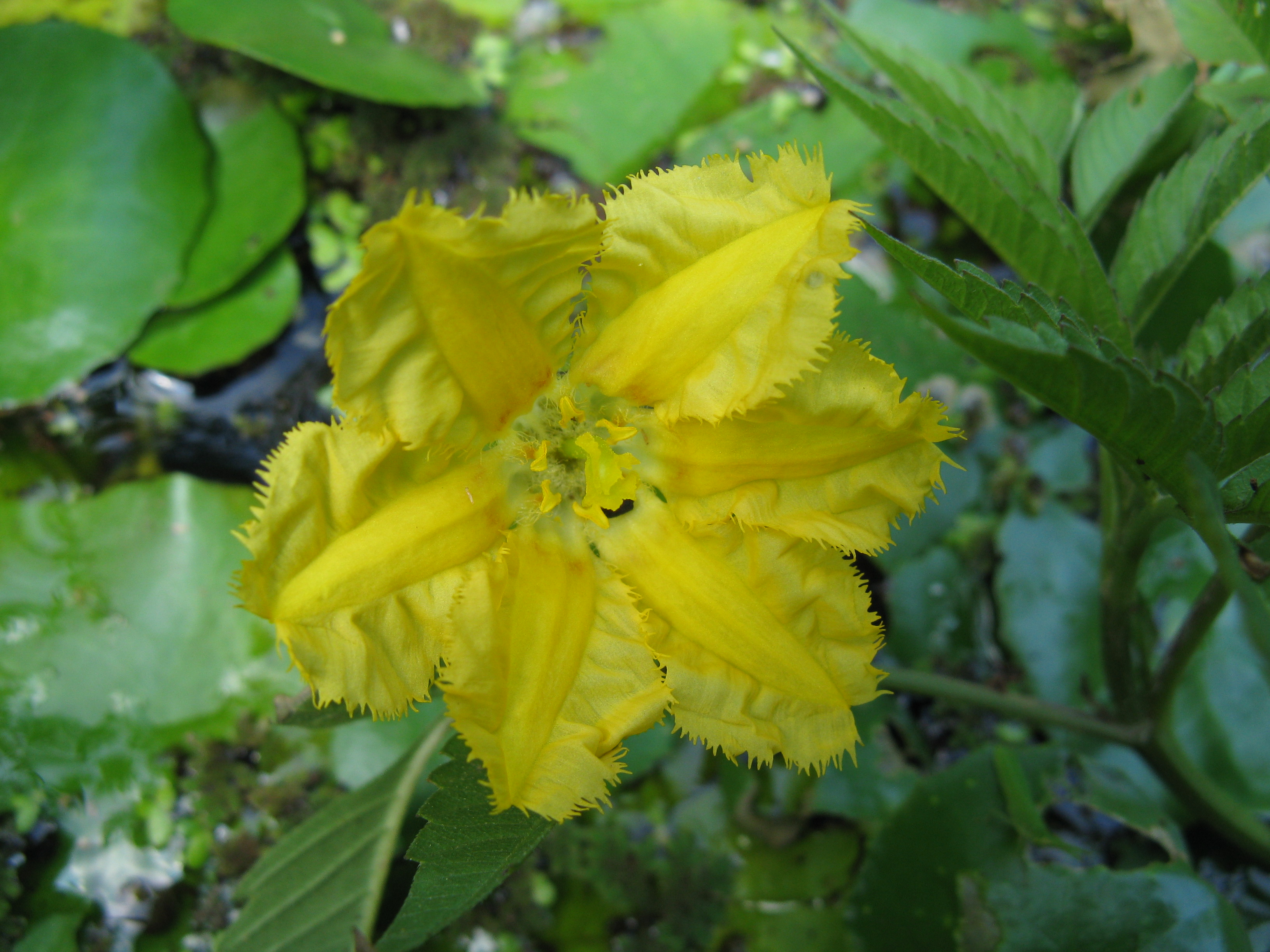
Цветок

Водное травянистое укореняющееся растение с ползучим подводным корневищем.
Листья и цветки плавающие. Листья простые, овальной, округлой либо яйцевидной формы, слабовыямчатые, подогнуты кверху; верхняя их часть кожистая, нижняя — желёзчатая.
Цветки пятилепестковые, жёлтого цвета, размером 2—5 см, собраны в зонтиковидное или щитковидное соцветие.
Плод — коробочка бурого, жёлтого или зелёного цвета.

## Экология
Светолюбивое растение; гидрофит, мезотроф или эвтроф.

## Значение
Выращивается как декоративное растение.

## Природоохранный статус
Включается в Красные книги различных регионов России (республик Башкортостан, Марий Эл, Якутия — Саха, Татарстан и Чувашия, Брянской, Ивановской, Иркутской, Калининградской, Кировской, Нижегородской, Ростовской, Самарской, Свердловской, Томской и Тюменской областей, Камчатского и Пермского краев, Ханты-Мансийского автономного округа) и Украины (Житомирской, Львовской, Сумской и Тернопольской областей), а также в Красные книги Белоруссии, Казахстана, Латвии и Литвы.

## Синонимы
Синонимичные названия:
- Limnanthemum peltatum S.G. Gmel.basionym
- Nymphoides flava Hill ex Druce
- Villarsia peltata (S.G. Gmel.) Roem. & Schult.